# Jurassic World - Il regno distrutto
Jurassic World - Il regno distrutto (Jurassic World: Fallen Kingdom) è un film del 2018 diretto da Juan Antonio Bayona.
La pellicola è il sequel di Jurassic World (2015) e il quinto film del franchise di Jurassic Park.
Chris Pratt, Bryce Dallas Howard, BD Wong e Jeff Goldblum riprendono i loro ruoli dai precedenti film della serie, al cast si sono uniti anche Rafe Spall, Justice Smith, Daniella Pineda, James Cromwell, Ted Levine, Toby Jones, Isabella Sermon e Geraldine Chaplin. Nel film Owen Grady e Claire Dearing tornano su Isla Nublar per salvare i dinosauri rimasti da un'imminente eruzione vulcanica, solo per scoprire i secondi fini di una squadra di mercenari che li ha portati sulla terraferma degli Stati Uniti.
Le riprese si sono svolte da febbraio a luglio 2017 nel Regno Unito e alle Hawaii. È stato presentato in anteprima al WiZink Center di Madrid il 21 maggio 2018 ed è stato distribuito nelle sale degli Stati Uniti il 22 giugno da Universal Pictures. Con un budget di 432 milioni di dollari, è il secondo film più costoso mai realizzato. Il film ha incassato oltre 1,3 miliardi di dollari in tutto il mondo, diventando il terzo film della saga a superare il miliardo di dollari, ed è stato il terzo film di maggior incasso del 2018 e il 12° film con maggiore incasso nella storia del cinema. Ha ricevuto recensioni contrastanti da parte della critica, che in generale ha elogiato gli effetti visivi, la fotografia, la colonna sonora e il tono più oscuro, mentre altri hanno criticato la sceneggiatura e hanno ritenuto che la serie avesse già finito il suo corso. Un sequel intitolato Jurassic World - Il dominio è uscito nel 2022.

## Trama
A Isla Nublar, isola dove si trova il parco Jurassic World abbandonato ormai da sei mesi, una squadra di mercenari usa un sommergibile per recuperare il DNA dallo scheletro dell'Indominus rex, i cui resti giacciono sul fondo della vecchia laguna del parco. Convinta erroneamente che il Mosasaurus sia morto da tempo, la squadra si introduce nella vasca e consegue il proprio obiettivo prelevando una costola che viene inviata immediatamente in superficie. Durante l'operazione, una gigantesca sagoma emerge dalle oscurità marine e si avventa sul sottomarino mandandolo in frantumi. Contemporaneamente, la seconda unità in superficie riesce a recuperare il frammento d'osso, ma viene attaccata dal Tyrannosaurus rex e, costretta alla fuga, abbandona i controlli del cancello della recinzione della laguna, permettendo così al predatore marino di dirigersi verso il mare aperto. Un elicottero trae in salvo i soldati, ma uno di loro perde la vita cadendo nelle fauci del mosasauro.
Due anni dopo, a Washington, un'udienza al Senato degli Stati Uniti discute se i dinosauri di Isla Nublar debbano essere salvati da un'imminente eruzione vulcanica. Tra i partecipanti interviene il Dr. Ian Malcolm che si rivela contrario al piano d'evacuazione, sostenendo che i dinosauri debbano essere lasciati al loro destino. Assistendo alla conferenza in televisione, l'ex manager del Jurassic World, Claire Dearing, ora cofondatrice del Dinosaur Protection Group assieme all'ex tecnico del parco Franklin Webb e alla paleo-veterinaria Zia Rodriguez, rimane scioccata e delusa di fronte alla scelta del Senato di non approvare l'operazione di salvataggio. Poco dopo Claire riceve una telefonata da Benjamin Lockwood, ex socio di John Hammond nella clonazione dei dinosauri, che la invita a recarsi nella sua villa per farle una proposta.
Nella tenuta di Lockwood, nel nord della California, i due hanno finalmente modo di incontrarsi. Claire fa la conoscenza anche di Eli Mills, gestore delle finanze dell'anziano miliardario, e della piccola Maisie, nipote di Benjamin, adottata dal nonno a seguito della morte dei genitori in un incidente d'auto. Viene quindi svelato il piano del signor Lockwood: trasportare i dinosauri su una nuova isola dove avranno l'opportunità di vivere senza interferenze umane. Eli esprime particolare interesse nel recuperare Blue, l'ultimo Velociraptor vivente, vista la sua grandissima intelligenza. Claire dunque si reca da Owen Grady, ex allevatore ed ex ricercatore sul comportamento dei raptor del parco, e lo convince a unirsi alla missione cosicché possa individuare e mettere in salvo il dinosauro che aveva accudito.
Il gruppo di soccorso raggiunge Isla Nublar e si unisce a una squadra di mercenari capitanata da Ken Wheatley. Arrivati al vecchio bunker di comando, Claire e Franklin riattivano i localizzatori di tutte le bestie del parco mentre Owen, Zia, Ken e i suoi sottoposti vanno a cercare il velociraptor. Dopo averla trovata, la squadra cattura l'animale rischiando però di ucciderlo con un colpo di fucile al ventre. Owen si rivolta contro Wheatley, ma viene paralizzato da un dardo tranquillante. Il gruppo sequestra Zia, trasporta via Blue e abbandona Owen nella giungla. Nel frattempo, il vulcano comincia a eruttare. Al bunker, Claire e Franklin vengono traditi, imprigionati e lasciati ad affrontare un Baryonyx mentre la lava penetra nel locale. I due sfuggono al predatore sbloccando una botola. All'esterno, Owen, ripresosi dagli effetti del tranquillante, emerge dalla giungla seguito da decine di dinosauri. La donna e il ragazzo assistono alla scena della mandria impaurita e trovano scampo rifugiandosi in una girosfera abbandonata. Di fronte ai loro occhi si scatena una battaglia fra un Sinoceratops e un Carnotaurus, interrotta poi dall'arrivo del T-rex, che uccide il Carnotauro. Le eruzioni si fanno più frequenti e dal cielo piovono lapilli e rocce laviche mentre una coltre di polvere incandescente spinge tutti verso la scogliera e la girosfera cade in mare. Owen salva Claire e Franklin dall'annegamento e i tre, raggiunta la riva, si recano al porto per osservare i dinosauri catturati venire stipati nella nave Arcadia. Eludendo i cacciatori il trio sale a bordo poco prima che Isla Nublar venga divorata dalle fiamme.
Alla tenuta di Lockwood, Maisie scopre che Mills lavora segretamente con il battitore Gunnar Eversoll per vendere all'asta non solo i dinosauri a bordo dell'Arcadia, ma anche un nuovo ibrido creato dal suo socio in affari, il dottor Henry Wu: l'Indoraptor. Questo dinosauro cresciuto in cattività nelle segrete della villa, è il risultato della ricombinazione del DNA dell'Indominus Rex con quello del Velociraptor e il suo temperamento è talmente aggressivo da rendere l'esemplare fuori controllo. Da qui l'interesse di Mills per Blue: Wu necessita di un modello comportamentale per i futuri Indoraptor in modo che siano ammaestrabili e capaci di eseguire ordini. Maisie avverte il nonno del tradimento di Mills, ma quest'ultimo la rinchiude in camera sua e soffoca con un cuscino l'anziano.
A bordo dell'Arcadia, Zia e gli altri guariscono Blue dalla ferita di proiettile. Quando la nave attracca, Owen e Claire vengono scoperti e rinchiusi in una cella nella tenuta di Lockwood invece Zia e Franklin sfuggono alla cattura. Nella notte, l'asta ha inizio e diversi animali vengono venduti e spediti ai loro nuovi proprietari. Owen e Claire aizzano uno Stygimoloch contro le sbarre della prigione fino a sfondarla e una volta liberi fanno la conoscenza di Maisie, la quale li conduce nella sala delle aste proprio nel momento in cui vengono fatte offerte per l'Indoraptor. Owen scatena di nuovo lo stygimoloch, che semina il panico tra gli offerenti costretti a scappare. Poco dopo Wheatley nota l'Indoraptor e lo narcotizza, si introduce nella sua gabbia e tenta di recuperare uno dei suoi denti come trofeo. L'ibrido, che non era completamente sedato, si riprende e riesce a evadere, uccidendo Wheatley ed Eversol. Contemporaneamente Blue, liberata da Zia dalla gabbia nel reparto del laboratorio, colpisce accidentalmente i serbatoi di diversi gas, e la fuoriuscita di acido cianidrico minaccia di asfissiare i dinosauri ancora rinchiusi nei piani inferiori. Nel caos generale, Owen, Claire e Maise si imbattono in Eli Mills che dapprima li invita a lasciare andare la bambina e poi rivela loro che la giovane non è altro che un clone della figlia di Sir Lockwood nonché motivo che sancì la fine del rapporto con John Hammond, il quale era contrario alla clonazione umana.
Owen, Claire e Maisie vengono braccati dall'Indoraptor: la donna viene ferita a una gamba mentre l'uomo cerca di sedare l'animale senza successo. Blue salva il suo padrone e ingaggia una feroce lotta con l'ibrido permettendo al trio di fuggire sul lucernario principale dell'edificio. L'Indoraptor li intrappola, ma viene distratto e rallentato da Claire. Nonostante la rottura del vetro sottostante, il dinosauro avanza verso Owen, ma l'intervento del velociraptor, che si scaglia sull'avversario, fa sì che quest'ultimo precipiti di sotto per poi rimanere trafitto mortalmente dalle corna del teschio di Agujaceratops esposto nella biblioteca di Lockwood. Il gruppo si ricongiunge con Zia e Franklin nei piani inferiori della tenuta, ma li attende una cruciale decisione: lasciare morire soffocate le creature ancora in gabbia o liberarle causandone la diffusione sul continente. Claire esitante decide a malincuore di lasciarli soccombere, ma Maisie, non sopportando la scena straziante, apre i cancelli.
All'esterno Eli si appresta a scappare con il campione genetico dell'Indominus rex, ma viene travolto dai dinosauri appena rilasciati e si vede costretto a rifugiarsi sotto la propria macchina. Quando la mandria sparisce nel fitto della foresta, l'uomo esce dal nascondiglio ma, mentre sta per recuperare il campione genetico, viene improvvisamente azzannato dal T-Rex il quale dopo averlo masticato mentre quest'ultimo era ancora vivo, ne strappa una gamba gettandola al Carnotauro e divorando il resto, dopodiché lancia un potente ruggito di trionfo.
La capsula con la costola dell'Indominus viene calpestata e sbriciolata, concludendo definitivamente la stirpe degli ibridi. All'entrata dell'edificio Owen dà un ultimo addio a Blue, che si allontana addentrandosi tra gli alberi.
Owen, Claire e Maisie osservano degli pteranodonti volare sul mare, alcuni dinosauri invadono gli Stati Uniti mentre altri, quelli venduti all'asta, vengono caricati su camion e aerei diretti in tutto il mondo. Al termine, compare nuovamente Ian Malcolm, il quale afferma che il potere della genetica è stato liberato e che insieme a esso è stato superato un punto di non ritorno che vedrà gli umani obbligati a coesistere con i dinosauri nel nuovo Jurassic World.
Nella scena dopo i titoli di coda, una coppia di pteranodonti incombe dall'alto su Las Vegas.

## Personaggi

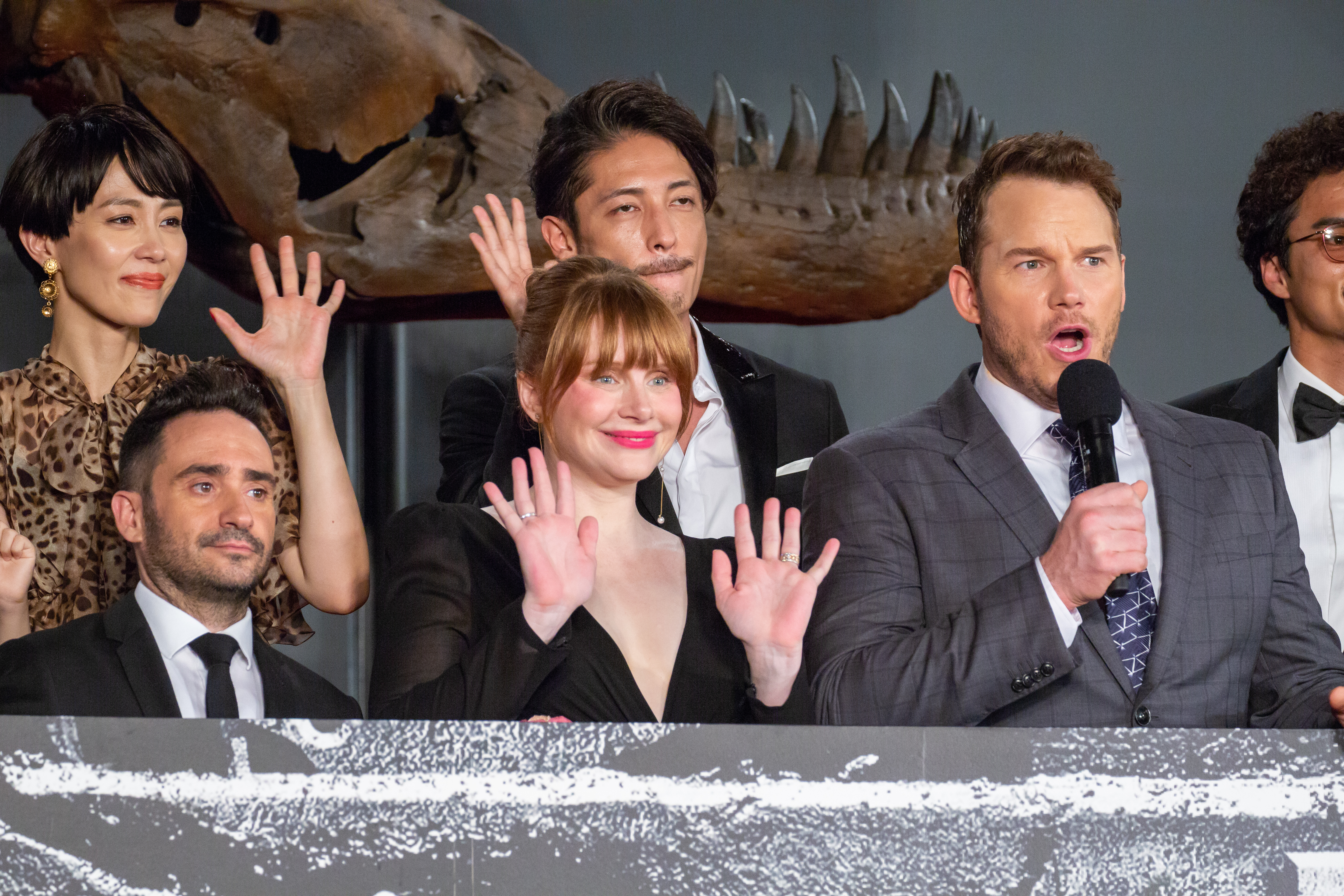
Parte del cast all'anteprima giapponese del film

- Owen Grady, interpretato da Chris Pratt: un veterano della Marina ed etologo, ex addestratore di Velociraptor per il Jurassic World.[3]
- Claire Dearing, interpretata da Bryce Dallas Howard: l'ex gestore operativa di Jurassic World, ora attivista per i diritti dei dinosauri, e fondatrice del Dinosaur Protection Group per salvare i dinosauri sopravvissuti di Isla Nublar.[3][4]
- Eli Mills, interpretato da Rafe Spall: l'ambizioso assistente di Lockwood che recluta Owen e Claire per salvare i dinosauri. Parlando del ruolo del suo personaggio nel corso del film, Spall ha detto: «L'ambizione è un'emozione così potente, puoi lasciarti coinvolgere da essa e finire per fare cose solo per avere successo. Questo personaggio crede di farlo bene. Mi è stato affidato il compito di spingere la fortuna di Lockwood nel futuro e di farla sopravvivere dopo la sua morte. Mills sente che sta semplicemente facendo ciò che gli è stato chiesto di fare».[5]
- Franklin Webb, interpretato da Justice Smith: un ex tecnico informatico del Jurassic World ora è diventato l'analista del sistema e l'hacker del Dinosaur Protection Group.[4][6]
- Zia Rodriguez, interprerata da Daniella Pineda: un'ex Marine ora è diventata la paleoveterinaria del Dinosaur Protection Group.[4][6]
- Sir Benjamin Lockwood, interpretato da James Cromwell: l'ex partner di John Hammond nello sviluppo della tecnologia per clonare i dinosauri.[7]
- Gunnar Eversoll, interpretato da Toby Jones: un banditore d'asta della Tenuta Lockwood che vende i dinosauri Isla Nublar a scopo di lucro.[8] In un'intervista, Jones ha paragonato il suo personaggio a quello di «un trafficante d'armi canaglia; Vede dei profitti nel vendere queste creature come armi. È totalmente moralmente neutrale riguardo a qualsiasi cosa stia vendendo. Gli interessa solo sapere se questo gli farà guadagnare o meno».[8]
- Ken Wheatley, interpretato da Ted Levine: un mercenario esperto che comanda l'operazione di salvataggio su Isla Nublar.[8]
- Dott. Henry Wu, interpretato da BD Wong: l'ex capo genetista sia di Jurassic World che dell'originale Jurassic Park. Parlando delle azioni del suo personaggio, Wong ha dichiarato: «Penso che sia motivato dal suo amore per la scienza e dal suo ego, che è ben supportato dai suoi enormi successi [...] Penso che chiuda un occhio sulla sofferenza umana che ne deriva perché pensa di guardare a un quadro più ampio».[9][10]
- Maisie Lockwood, interpretata da Isabella Sermon: la giovane nipote di Lockwood e la sua tutela legale dopo la morte dei suoi genitori.[11][12][13]
- Iris Carroll, interpretata da Geraldine Chaplin: la governante della Tenuta Estate, tata di Maisie e custode dei segreti della famiglia Lockwood.[14]
- Dott. Ian Malcolm, interpretato da Jeff Goldblum: esperto di teoria del caos, ex consulente per il Jurassic Park di InGen e figura chiave nell'incidente di San Diego del 1997.[15] In un'intervista podcast, Goldblum ha descritto il suo ruolo dicendo: «È piccolo [...] Chissà, potrebbero tagliarmi del tutto! Ma se rimango, sarò come un rametto di prezzemolo o un contorno, spero con un certo impatto!»[16][17] Il regista Bayona ha confermato che si tratta di un cameo, precisando che «non ha un ruolo importante nell'azione, ma è sicuramente molto significativo per la storia».[18]
- Il senatore Sherwood, interpretato da Peter Jason: un politico americano impegnato a discutere sul destino dei dinosauri prima dell'eruzione del vulcano.

## Produzione

### Sviluppo

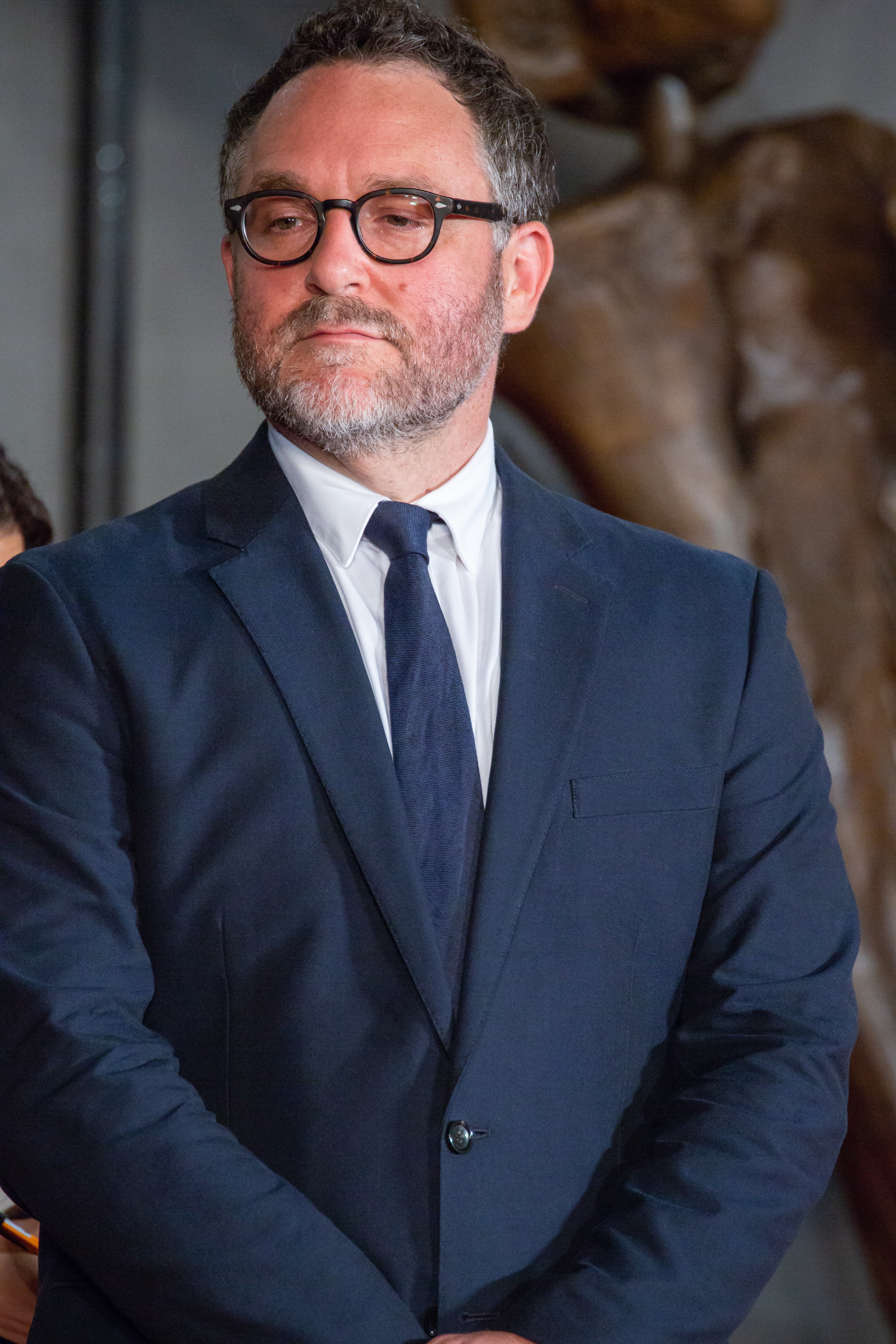
Il co-sceneggiatore e co-produttore esecutivo Colin Trevorrow

Durante le prime conversazioni sullo sviluppo di Jurassic World (2015), il produttore esecutivo Steven Spielberg ha detto al regista Colin Trevorrow di essere interessato a realizzare più film. In un'intervista alla rivista Empire, Trevorrow ha confermato la possibilità di produrre nuovi titoli del franchise: «Abbiamo discusso molto dei sequel. Volevamo creare qualcosa che fosse un po' meno arbitrario ed episodico, qualcosa che potrebbe unire tutti i sequel per essere visti come una storia unica e completa». Con questi presupposti, Trevorrow ha detto che i personaggi del film possono ritornare anche in eventuali sequel. Tra questi parlò in particolare di Omar Sy, dicendo che: «È essenzialmente il migliore amico di Chris Pratt. Lavorano insieme e hanno alcune scene d'azione piuttosto belle insieme. Volevamo creare un rapporto che fosse memorabile e che possa potenzialmente portare a film futuri».
Colin Trevorrow ha inizialmente dichiarato che, se ci sarà un sequel, si sarebbe occupato di dirigerlo se gli fosse data la possibilità, ma in seguito cambiò idea dichiarando: «Penso che sia giusto affidarlo a un altro regista. Non è come un supereroe della Marvel, che ha un nuovo antagonista per ogni episodio. È come per la saga di Star Wars: autori differenti possono dare un'impronta diversa a ogni film. Per quanto l'uomo, ogni volta che abusa della propria intelligenza per piegare la natura ai suoi bisogni, possa apparire il vero cattivo, lo scontro rimane sempre tra dinosauri ed esseri umani. Serve una nuova visione per portare davvero qualcosa di originale altrimenti non vale la pena di girarlo. Sarei comunque coinvolto in qualche modo, ma non come regista».
Nel giugno 2015, Trevorrow dichiarò di essere interessato a vedere un film di Jurassic Park diretto da uno dei numerosi registi di film horror spagnoli, senza però citarne alcuno. Più tardi, nello stesso mese, il produttore di Jurassic World, Frank Marshall, si incontrò con Trevorrow e Universal Pictures per discutere di un possibile sequel. Trevorrow suggerì che il sequel non avrebbe ruotato attorno a un parco a tema sui dinosauri, poiché riteneva che i futuri film potessero invece esplorare la coesistenza tra dinosauri e umani. Aggiunse che la trama avrebbe potuto includere l'idea dei dinosauri diventati open source, consentendo così a diverse entità in tutto il mondo di crearne di propri per vari scopi.

### Pre-produzione
Il 23 luglio 2015 gli Universal Studios hanno confermato un sequel di Jurassic World previsto per il 22 giugno 2018, con il titolo provvisorio di Jurassic World 2.
Nell'ottobre 2015 il regista Juan Antonio Bayona è stato considerato per dirigere il film, ma ha dovuto rifiutare poiché aveva già firmato per dirigere il sequel di World War Z (2013). Che ha dovuto abbandonare tre mesi dopo a causa di vari impegni, è stato assunto per dirigere il film nell'aprile 2016, Belén Atienza e Patrick Crowley si sono uniti come produttori insieme a Marshall.

### Casting
Nell'ottobre 2016 era in corso il casting per il ruolo di una bambina di nove anni. Circa 2.500 ragazze furono selezionate per il ruolo, che alla fine venne assegnata a Isabella Sermon, al suo debutto cinematografico. Tom Holland, che in precedenza aveva recitato in The Impossible, discusse con Bayona la possibilità di un ruolo nel film, ma ritenne di non essere disponibile a causa di conflitti di programmazione. Toby Jones, Rafe Spall e Justice Smith furono scritturati verso la fine dell'anno.

### Riprese

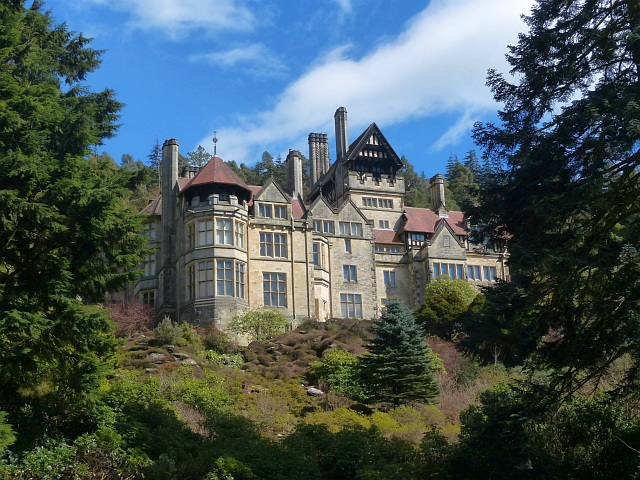
La Cragside è stata utilizzata per le riprese esterne della tenuta Lockwood

Le riprese sono iniziate il 24 febbraio 2017, hanno incluso location in Inghilterra seguite da alcune nelle Hawaii come il precedente film. A causa dei suoi ampi teatri di posa, la struttura era ritenuta ideale per le numerose scene in interno del film. Dopo le riprese in Inghilterra, la produzione si spostò alle Hawaii, che funsero da sostituto per Isla Nublar. Una scena dopo i titoli di coda è ambientata nel resort Paris Las Vegas, dove alcuni pteranodonti, liberati dalla tenuta di Lockwood, atterrano sulla cima della Torre Eiffel del complesso. Inizialmente, si prevedeva di girare alcune scene anche nel parco nazionale di Brecon Beacons, in Galles, ma alla fine le riprese non ebbero luogo.

### Effetti speciali
I dinosauri e gli effetti visivi sono stati creati utilizzando una combinazione di animatronici e immagini generate al computer, quest'ultima fornita dall'industria Industrial Light & Magic. L'artista degli effetti speciali Neal Scanlan è stato il supervisore degli effetti delle creature del film, mentre Vickery e Alex Wuttke sono stati supervisori degli effetti visivi. Scanlan ha lavorato sui dinosauri animatronici, mentre Vickery e il suo team ILM hanno creato versioni dei dinosauri attraverso la CGI. Gli animatori della ILM a Vancouver hanno lavorato sulle scene della fuga precipitosa dei dinosauri, mentre lo studio londinese della ILM ha creato le restanti scene delle creature. Circa 52 animatori della ILM hanno lavorato al film. Scanlan lavorò a stretto contatto con Bayona e Vickery per creare le creature.

### Creature protagoniste
Il film presenta più dinosauri di qualsiasi altro film della saga. Bayona voleva includere diversi nuovi dinosauri mai apparsi nei precedenti film, tra cui l'Allosaurus, il Baryonyx, il Carnotaurus, il Sinoceratops, lo Stygimoloch e l'Indoraptor, quest'ultimo come per il precedente Indominus rex si tratta di un ibrido creato artificialmente ed inventato per il film. Inizialmente dovevano essere presenti due esemplari di Indoraptor, uno bianco e uno nero, quest'ultimo avrebbe ucciso il primo in quello che Bayona avrebbe paragonato al conflitto tra Caino e Abele. Alla fine l'Indoraptor bianco venne rimosso dalla sceneggiatura per facilitare la storia.
Il Dilophosaurus era presente nella sceneggiatura del film, ma la scena che lo includeva non venne girata poiché Bayona non la riteneva necessaria. La scena si sarebbe svolta a bordo della nave Arcadia, in cui Owen e Claire avrebbero incontrato il Dilophosaurus in una gabbia. Bayona sentiva che le scene a bordo della nave occupavano troppo spazio nel film.
Secondo Bayona il Brachiosaurus mostrato morente per via dell'eruzione vulcanica, è lo stesso esemplare apparso per la prima volta nel film Jurassic Park (1993). Il brachiosauro nel nuovo film è stato creato utilizzando le stesse animazioni del film del 1993.

## Colonna sonora
Il 1º giugno 2018 viene diffusa la lista delle tracce della colonna sonora del film, curata da Michael Giacchino.

### Tracce
Musiche di Michael Giacchino.
1. This Title Makes Me Jurassic
2. The Theropod Preservation Society
3. Maisie and the Island
4. March of the Wheatley Cavalcade
5. Nostalgia-Saurus (feat. John Williams)
6. Lava Land
7. Keep Calm and Baryonyx
8. Go With the Pyroclastic Flow
9. Raiders of the Lost Isla Nublar
10. Volcano to Death
11. Operation Blue Blood
12. Jurassic Pillow Talk (feat. John Williams)
13. How to Pick a Lockwood
14. Wilting Iris
15. Shock and Auction
16. Thus Begins the Indo-Rapture
17. You Can Be So Hard-Headed
18. Between the Devil and the Deep Blue Free
19. There's Something About Maisie
20. World's Worst Bedtime Storyteller
21. Declaration of Indo-Pendence
22. To Free Or Not to Free
23. The Neo-Jurassic Age
24. At Jurassic World's End Credits Suite

Durata totale: 0:00

## Promozione
(Tagline del film)

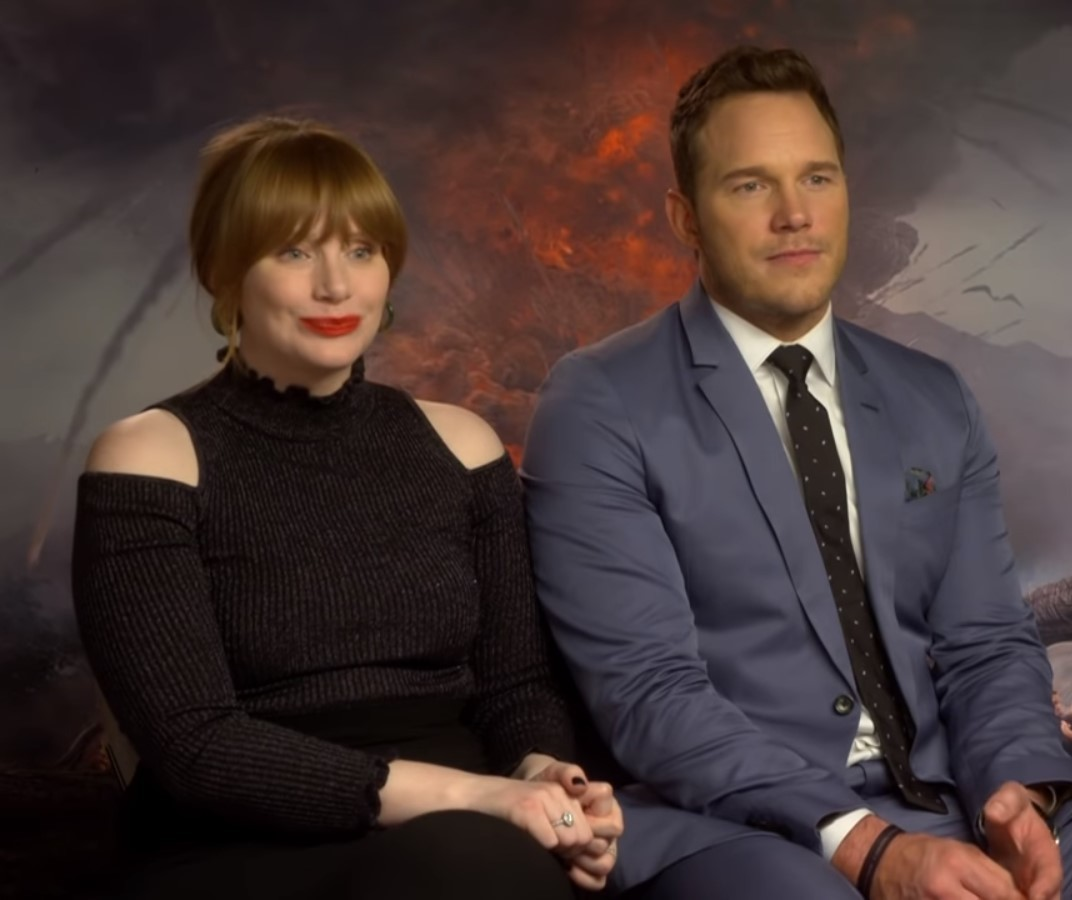
Bryce Dallas Howard e Chris Pratt durante un'intervista promozionale

Il 22 giugno 2017 è stato diffuso il primo poster insieme al titolo ufficiale del film. Una clip di sei secondi del film è stata distribuita il 22 novembre 2017. Il primo trailer è stato diffuso il 30 novembre, ma in seguito venne rivelato che si trattò di un errore. Il primo teaser trailer ufficiale è stato diffuso il 3 dicembre 2017, insieme ad alcuni dietro le quinte del film, mentre il trailer completo viene diffuso il 7 dicembre.
Lo stesso mese, Universal ha lanciato un sito web sul Dinosaur Protection Grup che includeva informazioni sul gruppo e sui loro sforzi per salvare i dinosauri dall'isola, insieme a un video di Howard, Pineda e Smith mentre interpretano i propri personaggi.

## Distribuzione

### Data di uscita
Il film è stata presentato in anteprima al WiZink Center a Madrid, in Spagna, il 21 maggio 2018 ed è stato distribuito nelle sale cinematografiche internazionali il 7 giugno a Singapore e in Malesia, seguito dalla distribuzione in Italia, India, Regno Unito, Corea del Sud e Angola l'8 giugno, mentre negli Stati Uniti è uscito dal 22 giugno.

### Divieti
Negli Stati Uniti il film è stato vietato ai minori di 13 anni non accompagnati da adulti per la presenza di "scene di violenza fantascientifica e pericolo", mentre in Italia non ha ricevuto divieti grazie al taglio delle sequenze più sanguinolente e violente.
I restanti divieti internazionali sono stati:
- Argentina: 13
- Australia: M
- Austria: 12
- Belgio: KT/EA
- Brasile: 12
- Canada: PG (Alberta/British Columbia/Manitoba)
- Canada: 14A (Ontario)
- Canada: G (Quebec)
- Colombia: 7
- Repubblica Ceca: 12
- Danimarca: 11
- Finlandia: K-12
- Francia: Tutti
- Germania: 12
- Grecia: K-12

- Hong Kong: IIA
- Ungheria: 16
- India: UA
- Indonesia: 13+
- Irlanda: 12A
- Israele: 12
- Italia: T
- Giappone: G
- Lituania: N-13
- Luxembourg:12
- Malesia: P13
- Messico: B
- Paesi Bassi: 12
- Nuova Zelanda: M
- Nigeria: 15
- Norvegia: 12

- Filippine: PG-13
- Polonia: 12
- Portogallo: M/12
- Russia: 12+
- Singapore: PG13
- Sudafrica: 13
- Sud Corea: 12
- Spagna: 12
- Svezia: 11
- Svizzera: 12
- Taiwan: u 13+
- Thailandia: G
- Turchia: 13+
- Regno Unito: 12A
- Ucraina: 12
- Vietnam: C13

### Edizione italiana
L'edizione italiana del film è stata curata dalla Universal Pictures International Italy. La direzione del doppiaggio e i dialoghi sono curati rispettivamente da Sandro Acerbo e Marco Mete, entrambi assistiti da Roberta Schiavon, per conto della CDC Sefit Group che si è occupata anche della sonorizzazione.
Nel doppiaggio italiano, Fabrizio Pucci subentra come doppiatore di Ian Malcolm sostituendo Acerbo stesso, il quale quest'ultimo lo aveva doppiato ne Il mondo perduto - Jurassic Park sostituendo a sua volta Roberto Chevalier.
Il montaggio finale distribuito in Italia, Turchia, Corea e Israele, che prevede il taglio delle scene più violente, è stato approvato dal regista Bayona in persona.

### Edizioni home video
Il film è stato distribuito in formato digitale il 4 settembre 2018 e in Blu-ray, DVD, Blu-ray 3D e Blu-ray 4K il 18 settembre.

## Accoglienza

### Incassi
Il film ha incassato 417719760 $ nel Nord America e 892746536 $ nel resto del mondo per un totale di 1310469037 $. Posizionandosi al 23º posto nella classifica dei film con maggiori incassi nella storia del cinema, contro un budget di 170 milioni di dollari, che sommato ai costi del marketing, ha portato il film a un totale di circa 432 milioni di dollari, il che lo ha reso il film più costoso mai realizzato. Ha superato la cifra del miliardo il 5 luglio 2018 rendendolo il 35° nella storia del cinema e settimo per la Universal, rendendo lo studio il secondo (dopo Disney) ad avere almeno due film che hanno raggiunto il traguardo del miliardo in tre diversi franchise, insieme a Fast & Furious e Cattivissimo me. Deadline Hollywood ha stimato un utile netto di 22,8 milioni di dollari per il film, considerando tutte le spese e i ricavi, rendendolo l'ottavo più redditizio del 2018. Tuttavia, utilizzando il budget aggiornato riportato da Forbes, l'utile netto del film salirebbe a 218,4 milioni di dollari.

#### Nord America
Nel dicembre 2017 Fandango ha riportato attraverso un sondaggio che il film era uno dei più attesi del 2018. Le proiezioni iniziali, a tre settimane dall'uscita, prevedevano un incasso tra i 130 e i 150 milioni di dollari nella sua settimana di apertura negli Stati Uniti e in Canada. La rivista BoxOffice stimava un totale di 325-380 milioni di dollari per l'incasso lordo nazionale finale. Entro la settimana dell'uscita, anche le stime più prudenti erano salite a 135 milioni di dollari.
Il film è uscito al suo debutto in 4.475 sale, diventando la seconda uscita più ampia di sempre dopo Cattivissimo me 3 (2017). Ha incassato 58,7 milioni di dollari nel giorno di apertura, registrando il secondo miglior esordio del franchise e il 28º nella classifica assoluta. Ha inoltre raccolto 15,3 milioni di dollari nelle anteprime del giovedì sera in 3.600 cinema, in calo rispetto ai 18,5 milioni ottenuti da Jurassic World. Il debutto complessivo si è attestato sui 148 milioni di dollari, rappresentando il 20º miglior weekend di apertura di sempre e il secondo più alto nella storia della Universal. È stata anche la seconda volta che due film hanno superato i 100 milioni di dollari in due weekend consecutivi, dopo i 182,7 milioni incassati da Gli Incredibili 2 nella settimana precedente. L'ultima volta era accaduto nel maggio 2007 con Shrek terzo e Pirati dei Caraibi - Ai confini del mondo, che avevano esordito rispettivamente con 121,6 e 114,7 milioni di dollari.
Il film si è rivelato particolarmente popolare tra le famiglie, contribuendo a un weekend di apertura superiore alle aspettative. Nel secondo fine settimana ha incassato 60,9 milioni di dollari, registrando un calo del 59% rispetto all'esordio, e un risultato inferiore ai 105,8 milioni di Jurassic World nel suo secondo weekend. Nel terzo fine settimana ha guadagnato altri 28,6 milioni di dollari.

#### Internazionale
Il film è stato distribuito in 48 paesi dal 6 all'8 giugno tra cui Francia, Germania, Corea del Sud, Regno Unito, Italia, Russia e Spagna. Si proiettava un incasso di 130-145 milioni di dollari nel suo fine settimana di apertura. Il primo giorno di programmazione ha incassato 20,2 milioni tra cui 1,4 milioni in Francia e 1 milione in Indonesia. In Corea del Sud ha incassato 9,7 milioni di dollari (10,3 miliardi di won) e venduto oltre 1 milione di biglietti, stabilendo un record di apertura in entrambe le categorie (superando i 7,4 miliardi di won de La mummia e i 980 mila biglietti venduti di Avengers: Infinity War). Ha continuato la sua corsa guadagnando internazionalmente 151,1 milioni di dollari, inclusi 8 milioni di dollari dalle proiezioni IMAX. I principali mercati di guadagno sono stati la Corea del Sud (27,2 milioni di dollari), il Regno Unito ($ 19,9 milioni), la Francia (10 milioni di dollari), la Spagna (9,5 milioni di dollari) e la Germania (9,1 milioni di dollari), in Italia ha incassato complessivamente 10,7 milioni di euro.
In Cina, il film è uscito il 15 giugno, incassando 34,4 milioni di dollari (220 milioni di yen) nel giorno di apertura, quasi il doppio rispetto al debutto del suo predecessore (17,5 milioni di dollari). Ha poi raggiunto un incasso complessivo di 111,9 milioni di dollari (715 milioni di yen), posizionandosi come la quarta migliore apertura di sempre per un film hollywoodiano nel paese, dietro Fast & Furious 8, Avengers: Infinity War e Transformers - L'ultimo cavaliere. Questo ha portato il totale internazionale, dopo due settimane, a 372,1 milioni di dollari, superando l'incasso globale di Jurassic Park III (368 milioni di dollari).
Nel corso della terza settimana di distribuzione internazionale, il film ha guadagnato altri 106,7 milioni di dollari, portando il totale a 561,5 milioni. La Cina si è confermata uno dei mercati principali, contribuendo con 32,4 milioni di dollari (un calo standard del 71% per i film hollywoodiani nel paese), mentre il film è stato distribuito anche in Messico (12,3 milioni), Brasile (9,2 milioni) e Australia (7,9 milioni). Al 5 luglio 2018, l'incasso totale in Cina aveva raggiunto i 245,5 milioni di dollari, rendendolo il quinto film hollywoodiano con il maggior incasso di sempre nel paese.

### Critica
Dopo la proiezione dell'anteprima mondiale avvenuta a Madrid, il film ha ricevuto una standing ovation di dieci minuti e le prime recensioni sono state tutte molto positive.
Il film ha ricevuto recensioni miste da parte della critica. Sull'aggregatore di recensioni Rotten Tomatoes ha un indice di gradimento del 47% basato su 430 recensioni, con un voto medio di 5,4 su 10; il consenso critico del sito afferma: «Jurassic World - Il regno distrutto aggiunge un altro capitolo ricco di pezzi al franchise di successo, anche se i momenti davvero emozionanti sono sempre più scarsi». Su Metacritic ottiene un punteggio di 51 su 100 basato su 59 recensioni. Secondo quanto riportato da The Hollywood Reporter, alcuni critici hanno elogiato le immagini del film e il suo tono più cupo, che segna una rottura rispetto alle recenti pellicole del franchise. Tuttavia, altri hanno sollevato critiche riguardo alla sceneggiatura, ai "concetti non sviluppati" e alla percezione che la saga cinematografica avesse ormai esaurito la sua spinta creativa.
Molti critici hanno descritto la scena in cui il Brachiosaurus bloccato su Isla Nublar soccombe ai fumi vulcanici mentre i personaggi guardano impotenti dalla nave in partenza come "commovente" o "inquietante", soprattutto dato il ruolo della specie nel primo film.

## Riconoscimenti
- 2018 – Golden Trailer Award
  - Candidatura al miglior blockbuster
  - Candidatura alla miglior colonna sonora originale
- 2018 – People's Choice Award[118]
  - Candidatura al film preferito dal pubblico
  - Candidatura al film d'azione preferito dal pubblico
  - Candidatura all'attore preferito dal pubblico a Chris Pratt
  - Candidatura all'attrice preferita dal pubblico a Bryce Dallas Howard
  - Candidatura alla star d'azione preferita dal pubblico a Chris Pratt
- 2018 – Teen Choice Award[119]
  - Miglior attore in un film estivo a Chris Pratt
  - Miglior attrice in un film estivo a Bryce Dallas Howard
- 2019 – Kids' Choice Award[120]
  - Candidatura al picchiatore preferito dal pubblico a Chris Pratt
- 2019 – Satellite Award[121]
  - Candidatura ai migliori effetti visivi
- 2019 – Saturn Award[122]
  - Candidatura al miglior film di fantascienza

## Merchandising
I partner di licenza di Mattel, LEGO e Funko hanno creato giocattoli ispirati al film. Mattel ha prodotto una vasta gamma di giocattoli, tra cui dinosauri e action figure, oltre a bambole Barbie raffiguranti Pratt e Howard nei panni dei loro personaggi. Ha inoltre creato un'applicazione mobile, Jurassic World Facts, collegata alla sua linea di dinosauri, che permetteva di scansionare simboli per raccogliere informazioni su ogni creatura. LEGO ha lanciato una serie di set e personaggi basati sul film.
Contemporaneamente all'uscita della pellicola, è stato pubblicato anche il videogioco Jurassic World Evolution. Infine, una miniserie in due parti in realtà virtuale, Jurassic World: Blue, creata da Felix & Paul Studios e Industrial Light & Magic, è stata pubblicata per i visori Oculus VR come tie-in del film, mostrando Blue su Isla Nublar durante l'eruzione vulcanica.

## Sequel
A fine febbraio del 2018, quattro mesi prima dell'uscita di Jurassic World - Il regno distrutto, la Universal annuncia la data di uscita del sequel, fissata all'11 giugno 2021, insieme al nome degli sceneggiatori, Emily Carmichael e Colin Trevorrow, e dei produttori esecutivi, Trevorrow e Steven Spielberg. Il 30 marzo seguente viene annunciato che Colin Trevorrow sarà anche regista del film.
Nel settembre 2019 viene annunciato che Sam Neill, Laura Dern e Jeff Goldblum torneranno nei loro ruoli già interpretati nella saga di Jurassic Park.
Il cortometraggio Battle at Big Rock (2019), diretto da Colin Trevorrow, si svolge un anno dopo gli eventi de Il regno distrutto.
Il 25 febbraio 2020 il regista Trevorrow annuncia il titolo del film, Jurassic World - Il dominio (Jurassic World: Dominion). Nell'ottobre 2020 la Universal decide di posticipare di un anno la data di uscita del film a causa della pandemia di COVID-19, fissandola al 9 giugno 2022, in Italia il film è uscito in anticipo il 2 giugno per poter sfruttare al meglio la Festa della Repubblica Italiana.